# 経済政策
経済政策（けいざいせいさく、英: Economic policy）とは、経済に対して行う政策の総称をいう。
マクロ経済政策としては、中央政府が実施する財政政策、中央銀行が実施する金融政策、
ミクロ経済政策としては、規制・競争政策、産業政策などがあるとされる。

## 概要
経済政策は、政府がある目標に対して経済体制を変えたり、ある社会問題を解決するために経済を通してアプローチする際に発動される。他にも、経済に関わる政策という理由でも経済政策と呼ばれることがある。また、歳出や歳入は政府がある限り存在するため、政府活動そのものやその方針も経済政策といえる。
経済政策を分けると、所得再分配（パイの分割）と効率的な資源配分（パイの拡大）とに分けられる。前者は財政政策、後者は効率的な市場価格形成という形で具体化される。いずれにしても国内総生産（GDP）の増大を目標とする。このため、貯蓄する機会を公平に与えるという観点は経済政策から疎外される。消費曲線において資産家ほど貯蓄が容易であることは読み取れこそすれ、消費が低所得者層から促されていくという事実は政策論で無視されている。

## 経済政策の例
歴史上、代表的な経済政策の例を挙げる。
- 穀物法廃止 - イギリス・穀物輸入を解禁し、最低生活費を引き下げる。
- ドイツ関税同盟 - ドイツ・域内の関税を廃止する。
- ニューディール政策 - アメリカ・公共事業による失業者救済。
- 所得倍増計画 - 日本・実質経済成長率を高め、国民所得を倍増させる。
- ニクソン・ショック - アメリカ･ドルの金兌換を停止し、ドル発行の制約をなくす。
- 日本列島改造論 - 日本・高速交通網を整備し、産業の国土配置を転換する。
- サッチャリズム - イギリス・高福祉政策を転換し大きな政府から小さな政府への転換。
- レーガノミクス - アメリカ・ロナルド・レーガン大統領によるサプライサイド（供給側）の改革。